# Northern Harbour

Lage in Malta

Northern Harbour ist ein Distrikt der Republik Malta.
Der Distrikt hat eine Fläche von 24,07 km² und mit Stand vom 31. Dezember 2004 123.673 Einwohner. Damit ergibt sich eine Bevölkerungsdichte von 5.138 Einwohnern pro km².

## Gemeinden
| Gemeinde          | Einwohner (31. Dez. 2004) |
| Reġjun Ċentrali   | Reġjun Ċentrali           |
| ----------------- | ------------------------- |
| Birkirkara        | 22.568                    |
| San Ġwann         | 12.967                    |
| Sliema            | 12.742                    |
| Gżira             | 8.013                     |
| San Ġiljan        | 7.913                     |
| Msida             | 7.196                     |
| Santa Venera      | 6.530                     |
| Pieta             | 4.312                     |
| Ta’ Xbiex         | 1.801                     |
| Reġjun Nofsinhar  |                           |
| Qormi             | 18.589                    |
| Ħamrun            | 11.204                    |
| Reġjun Tramuntana |                           |
| Swieqi            | 7.058                     |
| Pembroke          | 2.780                     |